# Emblema del Tagikistan
L'emblema del Tagikistan (Нишони Ҷумҳурии Тоҷикистон) è stato adottato nel 1993.

## Descrizione
La corona al centro del simbolo è la stessa della bandiera del Tagikistan e si riferisce alla parola persiana taj, da cui prende il nome il popolo tagiko e anche lo Stato. La base dell'emblema contiene una rappresentazione di un libro, le montagne del Pamir ed un sole i cui raggi si estendono fino alla parte alta della porzione centrale dello stemma. Il simbolo è affiancato dal cotone sul lato sinistro e dal frumento su quello destro, nonché dalle bandiere con i colori nazionali (rosso, verde e bianco) che avvolgono le due spighe. Lo stemma, è vagamente ispirato allo stemma di quando il paese faceva parte dell'Unione Sovietica. Lo stemma originale aveva sempre il cotone, il grano e il sole nascente posizionati allo stesso modo dello stemma attuale, in quest'ultimo mancano ovviamente i simboli comunisti come quello principale: falce e martello. La grande stella rossa è stata rimossa. Le scritte in russo e tagico, come il nome del paese e la famosa scritta "Proletari di tutti i paesi, unitevi!" sono stati eliminati. Il Tagikistan e la Bielorussia sono le uniche ex repubbliche sovietiche ad aver creato il proprio stemma ispirandosi e modificando il loro vecchio stemma sovietico.